# Ronde van de Alpen 2018
De 42e editie van de wielerwedstrijd Ronde van de Alpen (voorheen Ronde van Trentino) vond plaats in 2018 van 16 tot en met 20 april. De start was in Arco, de finish in Innsbruck. De ronde maakte deel uit van de UCI Europe Tour 2018, in de categorie 2.HC. In 2017 won de Brit Geraint Thomas. Dit jaar won de Fransman Thibaut Pinot.
| WorldTour           | (Pro)Continentaal            | Nationaal |
| ------------------- | ---------------------------- | --------- |
| Team Sky            | Nippo-Vini Fantini-Faizanè   | Italië    |
| AG2R La Mondiale    | Wilier Selle Italia          |           |
| UAE Team Emirates   | Team Felbermayr-Simplon Wels |           |
| Astana Pro Team     | Euskadi-Murias               |           |
| BORA-hansgrohe      | Tirol Cycling Team           |           |
| Team Dimension Data | Androni Giocattoli-Sidermec  |           |
| Team LottoNL-Jumbo  | Israel Cycling Academy       |           |
| Groupama-FDJ        | Bardiani CSF                 |           |
| Bahrain-Merida      | CCC Sprandi Polkowice        |           |
|                     | Gazprom-RusVelo              |           |

## Etappe-overzicht
| etappe    | datum    | start      | finish                          | type      | afstand  | winnaar            | klassementsleider |
| --------- | -------- | ---------- | ------------------------------- | --------- | -------- | ------------------ | ----------------- |
| 1e etappe | 16 april | Arco       | Folgaria                        | Bergrit   | 134,6 km | Peio Bilbao        | Peio Bilbao       |
| 2e etappe | 17 april | Lavarone   | Val di Fiemme, Alpe di Pampeago | Bergrit   | 145,5 km | Miguel Ángel López | Iván Sosa         |
| 3e etappe | 18 april | Auer       | Meran                           | Bergrit   | 138,3 km | Ben O'Connor       | Thibaut Pinot     |
| 4e etappe | 19 april | Klausen    | Lienz                           | Heuvelrit | 134,3 km | Luis León Sánchez  | Thibaut Pinot     |
| 5e etappe | 20 april | Rattenberg | Innsbruck                       | Heuvelrit | 164,2 km | Mark Padoen        | Thibaut Pinot     |

## Eindklassementen
| Plaats      | Naam               | Ploeg                  | Tijd      |
| ----------- | ------------------ | ---------------------- | --------- |
| Paarse trui | Thibaut Pinot      | Groupama-FDJ           | 18u28'48" |
| 2           | Domenico Pozzovivo | Bahrain-Merida         | + 15"     |
| 3           | Miguel Ángel López | Astana Pro Team        | z.t.      |
| 4           | Chris Froome       | Team Sky               | + 16"     |
| 5           | George Bennett     | Team LottoNL-Jumbo     | + 1'00"   |
| 6           | Fabio Aru          | UAE Team Emirates      | + 1'19"   |
| 7           | Ben O'Connor       | Team Dimension Data    | + 1'33"   |
| 8           | Luis León Sánchez  | Astana Pro Team        | + 1'35"   |
| 9           | Giulio Ciccone     | Bardiani CSF           | + 1'42"   |
| 10          | Jan Hirt           | Astana Pro Team        | + 1'48"   |
|             |                    |                        |           |
| 13          | Ben Hermans        | Israel Cycling Academy | + 4'34"   |
| 17          | Koen Bouwman       | Team LottoNL-Jumbo     | + 5'42"   |

| Plaats      | Naam               | Ploeg                  | Punten |
| ----------- | ------------------ | ---------------------- | ------ |
| Groene trui | Óscar Rodríguez    | Euskadi-Murias         | 22     |
| 2           | Domenico Pozzovivo | Bahrain-Merida         | 20     |
| 3           | Thibaut Pinot      | Groupama-FDJ           | 17     |
|             |                    |                        |        |
| 9           | Ben Hermans        | Israel Cycling Academy | 6      |

| Plaats     | Naam             | Ploeg                 | Tijd       |
| ---------- | ---------------- | --------------------- | ---------- |
| Witte trui | Ben O'Connor     | Team Dimension Data   | 18u30'21"  |
| 2          | Mark Padoen      | Bahrain-Merida        | + 1'41"    |
| 3          | Michal Schlegel  | CCC Sprandi Polkowice | + 3'19"    |
|            |                  |                       |            |
| 21         | Pascal Eenkhoorn | Team LottoNL-Jumbo    | + 1u14'44" |

| Plaats | Ploeg               | Tijd      |
| ------ | ------------------- | --------- |
|        | Astana Pro Team     | 55u29'56" |
| 2      | Bahrain-Merida      | + 10'16"  |
| 3      | Team Dimension Data | + 18'33"  |

1962 · 1963 · 1964-78 ·1979 · 1980 · 1981 · 1982 · 1983 · 1984 · 1985 · 1986 · 1987 · 1988 · 1989 · 1990 · 1991 · 1992 · 1993 · 1994 · 1995 · 1996 · 1997 · 1998 · 1999 · 2000 · 2001 · 2002 · 2003 · 2004 · 2005 · 2006 · 2007 · 2008 · 2009 · 2010 · 2011 · 2012 · 2013 · 2014 · 2015 · 2016 · 2017 · 2018 · 2019 · 2020 · 2021 · 2022 · 2023 · 2024